# José Mansilla
José Mansilla (Sevilla, 1974) és un antropòleg urbà, assagista i professor universitari. És doctor en Antropologia Social i membre dels Grups de Treball 'Etnografia dels Espais Públics' i 'Cultura Popular i Conflicte' de l'Institut Català d'Antropologia, i del Grup de Recerca sobre Exclusió i Controls Socials de la Universitat de Barcelona. Va ser un dels fundadors de l'Observatori d'Antropologia del Conflicte Urbà. Ha estudiat la relació entre turisme, conflicte urbà i exclusió social, i ha denunciat l'etiqueta de «turismofòbia» com a estratègia de criminalització dels moviments socials.
Interessat en les interrelacions entre classes i moviments socials, en la construcció institucional i mediàtica de retòriques i discursos legitimadors de processos de reforma urbana, en la influència de les pràctiques turístiques en el teixit social de les ciutats i en la recuperació de la cultura popular com forma de reivindicació de les formes culturals pròpies de les classes subalternes.
L'any 2020, Mansilla publicà La pandemia de la desigualdad, amb pròleg de Manuel Delgado, en què adverteix que la desigualtat i l'exclusió social viscudes amb la pandèmia de la COVID-19 no són fenòmens nous, car al llarg de la història col·lectius complets de persones han estat prejutjades i agreujades no tant pel que feien, sinó pel que eren. En aquest sentit, les mesures preses per diferents governs de tot el món —estats d'alarma, suspensió temporal de drets i llibertats, promoció de la immunitat de grup, etc.—, no van mostrar cap novetat més enllà d'evidenciar la preeminència de jerarquies de poder, així com la falta d'igualtat de drets i oportunitats, aspectes lloats per les societats de les democràcies autodenominades liberals.
L'any 2023 publica el llibre Los años de la discordia. Del Modelo a la Marca Barcelona, amb pròleg de Gala Pin i epileg d'Ernest Cañada. En ell parla de com, a Barcelona, tal com a altres ciutats del món, es posa de manifest la tensió entre les visions antagòniques del model urbà de les elits i de les classes populars.
Com a antropòleg, va treballar en informes relatius al fenòmeno del botellot o en les normatives de regulació sobre l'espai públic. També ha centrat la seva atenció investigadora en l'estudi de les festes populars com mecanismes de projecció del conflicte social i urbà.

## Obra publicada
- Mierda de ciudad. Una rearticulación crítica del urbanismo neoliberal desde las ciencias sociales. Pol·len Edicions, 2015. ISBN 978-84-86469-80-1. Coordinat juntament amb Giuseppe Aricó i Marco Luca Stanchieri.
- Barrios corsarios. Memoria histórica, luchas urbanas y cambio social en los márgenes de la ciudad neoliberal. Pol·len Edicions, 2016. ISBN 978-987-783-464-2. Coordinat juntament amb Giuseppe Aricó i Marco Luca Stanchieri.
- Ciudad de vacaciones: conflictos urbanos en espacios turísticos. Pol·len Edicions, 2018. ISBN 978-84-16828-49-4.[12][13] Coordinat juntament amb Claudio Milano.
- La ciudad mercancía. Turistificación, renovación urbana y políticas de control del espacio público. Teseo Press Editorial, 2019. ISBN 978-84-16828-01-2. Coordinat juntament amb Juiliana Marcús, Martín Boy, Sergi Yanes i Giuseppe Aricó.
- La pandemia de la desigualdad. Una antropología desde el confinamiento. Edicions Bellaterra, 2020. ISBN 978-84-122750-5-6
- Los años de la discordia. Del Modelo a la Marca Barcelona. Edicions Apostroph, 2023. ISBN 978-84-124905-3-4
- 22@Barcelona. Un distrito de innovación en disputa. Icària Editorial, 2023. ISBN 978-84-197782-8-4. Coordinat juntament amb Greig Charnock i Ramon Ribera-Fumaz.